# Paphiopedilum javanicum
Paphiopedilum javanicum là một loài thực vật có hoa trong họ Lan. Loài này được (Reinw. ex Lindl.) Pfitzer mô tả khoa học đầu tiên năm 1888.

## Hình ảnh

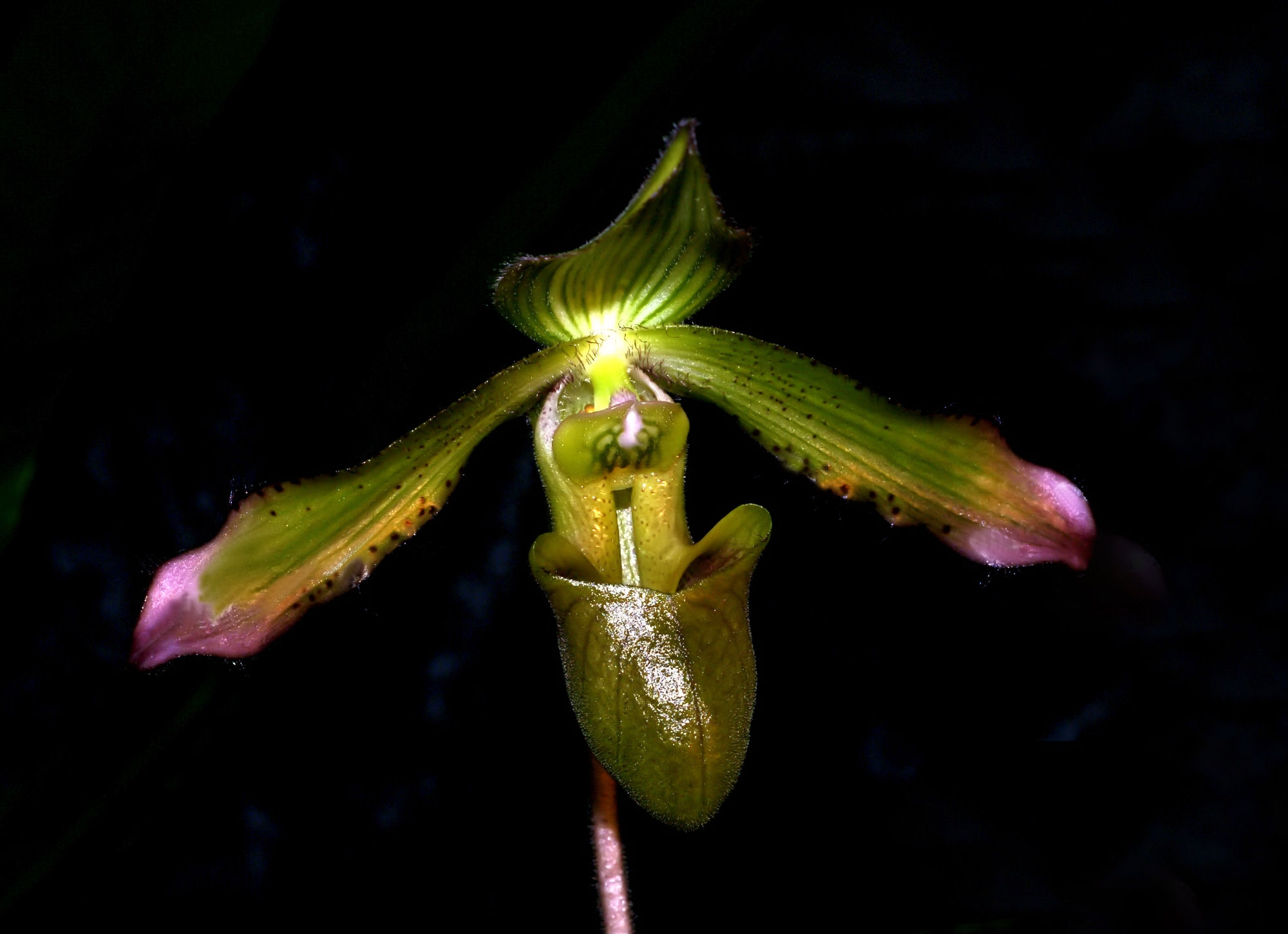